# Стэле, Вилли
Вилли Хуана Стэле (нидерл. Willy Juana Stähle; 16 июня 1954 — 27 августа 2015) — нидерландская воднолыжница, чемпионка показательных соревнований по воднолыжному спорту на летних Олимпийских игр в Мюнхене (1972).

## Биография
Водными лыжами начала заниматься в Венесуэле, где провела детство. Интерес к этому виду спорта ей привил отец.
Дебютировав на национальном первенстве в 1968 году, заняла первое место в прыжках на лыжах и стала второй в фигурном катании и слаломе. В возрасте 15 лет выиграла чемпионат Европы среди юниоров.
На первенстве мира в Барселоне (1971) завоевала золотую медаль в фигурном катании и бронзовую — в прыжках на лыжах. В том же году была признана «Спортсменкой года» в Нидерландах. На чемпионате мира в Боготе (1973) стала серебряным призёром в фигурном катании.
На летних Олимпийских играх в Мюнхене (1972), где водные лыжи были представлены в качестве показательного вида спорта, стала чемпионкой в фигурном катании и серебряным призёром в слаломе; в прыжках на лыжах заняла четвёртое место.
Также являлась 14-кратной чемпионкой Европы (всего выигрывала 26 медалей разного достоинства) и трёхкратной абсолютной победительницей национального первенства Нидерландов.
В 1975 году завершила спортивную карьеру и начала обучение в области физиотерапии в Утрехте. В августе 1983 года получила травму позвоночника во время прыжка с парашютом в аэропорту города Теуг. После окончания медицинской реабилитации обучалась в Академии Геррита Ритвельда.
С 2006 года жила уединенно, практически прекратив появляться на публике.

## Спортивные достижения
Олимпийские игры:
- 1972, Мюнхен (ФРГ) — чемпионка в фигурном катании, серебряный призёр в слаломе.

Чемпионаты мира:
- 1971, Барселона (Испания) — чемпионка в фигурном катании,
- 1973, Богота (Колумбия) — серебряный призёр в фигурном катании.

Чемпионаты Европы:
- 1970, Канцо (Италия) — четырехкратная чемпионка: в прыжках на лыжах, фигурном катании, слаломе, абсолютном первенстве,
- 1971, Канцо (Италия) — чемпионка в прыжках на лыжах
- 1972, Ле-Тампль-сюр-Ло (Франция) — четырехкратная чемпионка: в прыжках на лыжах, фигурном катании, слаломе, абсолютном первенстве,
- 1973, Вилворде (Бельгия) — чемпионка в фигурном катании,
- 1974, Хартбиспурт (ЮАР) — чемпионка в абсолютном первенстве,
- 1975, Трир (ФРГ) — трёхкратная чемпионка: в фигурном катании, слаломе, абсолютном первенстве.

Абсолютный победитель чемпионата Нидерландов: 1972, 1973, 1975.